# ドルジーナ
ドルジーナ（ウクライナ語/ロシア語: дружина、ベラルーシ語: дружына、ポーランド語: drużyna książęca）は中世のスラヴ社会(en)の公（クニャージ）に属する軍隊である。スラヴ諸語の「друг」（仲間・友人の意）に由来し、日本語文献では従士団、親衛隊などと訳される。公と同様に、キエフ・ルーシ時代の重要な要素である。
（留意事項）：本頁の歴史的用語の日本語訳は文献によって異なるものがある。出典は脚注を参照。

## キエフ・ルーシのドルジーナ

### 価値
キエフ・ルーシの軍隊には3種類あり、本頁のドルジーナの他に、戦争時に都市や農村から動員された部隊と、遊牧民を雇った傭兵部隊があった。ドルジーナは他の部隊とは異なり、常に戦闘準備のできていた軍隊だった。公にとっては、公位を獲得するのを助ける存在であり、助言者の役割も果たした。また他種族との絶え間ない戦争のあったキエフ・ルーシ期の公国・国民にとっては、信頼度の高い守護者となる軍隊をまとめ上げる力のある公は、評価に値する人物であった。このように、キエフルーシ期の統治者である公は、外部の敵に対する防衛力と同様、内部の秩序を維持するための軍事力を必要としていた。従って公はドルジーナを尊重し、また充分な贈与を与えていた。また、キエフ・ルーシ期は公・次いで貴族層を頂点とする身分制の敷かれた社会であったが、ドルジーナに加入することは、身分間の移動を可能にする手段の一つであった。

### 構成員と人数
民族構成は一様ではなく、9世紀から12世紀のルーシのドルジーナには、ヴァリャーグ、ルーシ族、フィン人、テュルク系民族、ポーランド人、マジャル人が見いだされる。構成人数は明確ではないが、おそらく数百人を超えてはいないと考えられている。922年のアフマド・イブン・ファドラーンの記述によれば、キエフの公と共に「公の館には、公の戦友である勇者が400人いた」という。ボリス・ルィバコフ(ru)は11世紀から12世紀の公の館について、概算で250から300人が居住できたとみなしている。ドルジーナは軍の核であり、おそらく、騎兵隊の主要な構成員だった。史上の主要な軍事行為において、中心的軍事力として参加したことが知られている。

### 職務

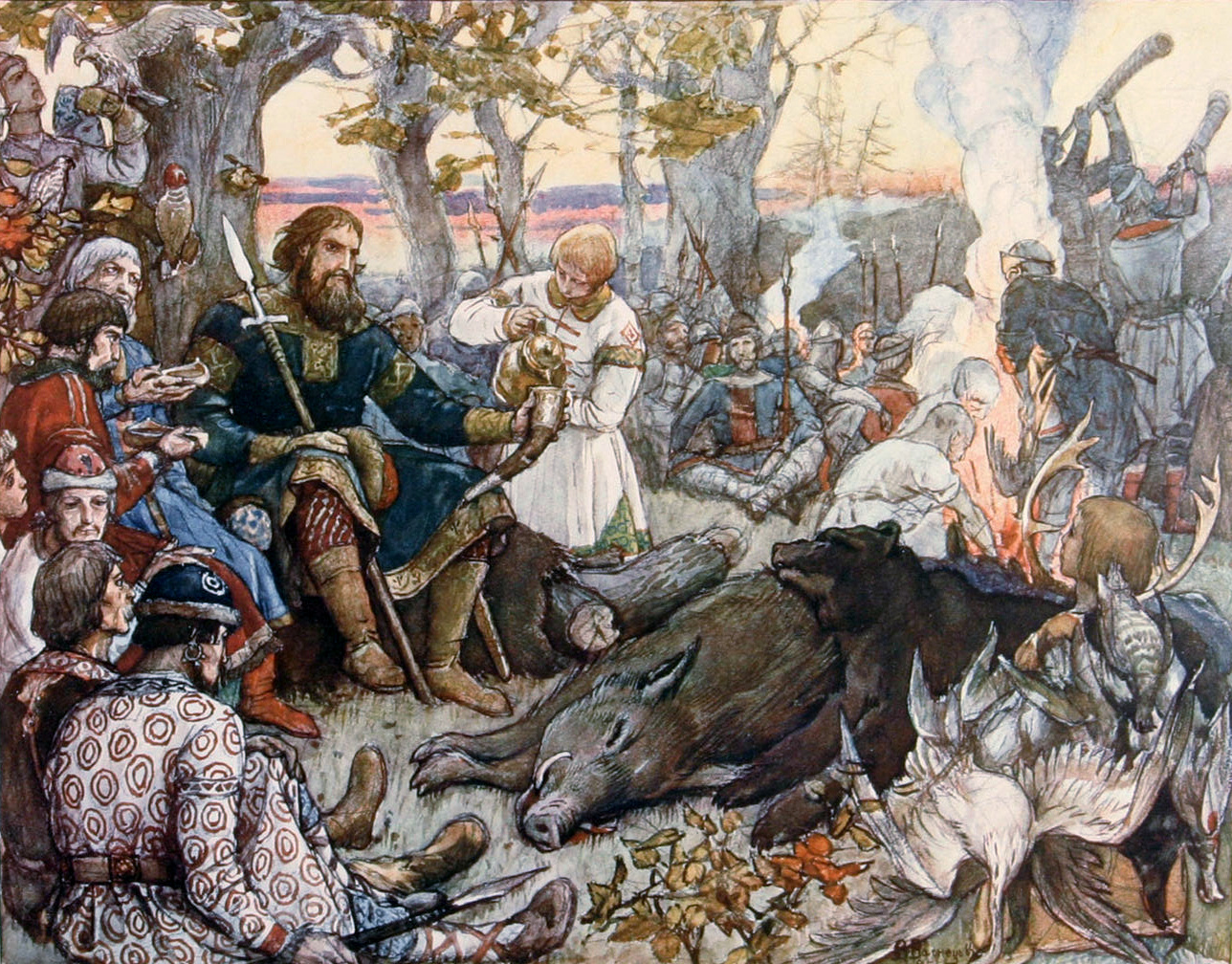
ウラジーミル・モノマフと、狩猟に同行するドルジーナ。
（ヴィクトル・ヴァスネツォフ・1848年）

ドルジーナの主たる役割は軍事行為への従事である。しかし軍事以外にも、下位の層のドルジーナは様々な公の依頼を実行し、また従者や護衛として公に同行した。これらのドルジーナは公の種々の評議会には参与できなかったが、例外として軍事評議会には参加した。なお軍事評議会には、軍事遠征に参加する同盟国民としての資格で、異民族出身のドルジーナも参加を許可されていた。
また、その性格は時代と共に変化した。すなわち、（1）9世紀末期 - 10世紀中葉：公の一門に従属する軍。（2）10世紀後半 - 11世紀前半：臨時募集によって集められた、長期間従事する連隊。（3）11世紀末期～：公から武器と馬を支給され、ヴェーチェ（民会・市会）の決定により進撃する都市所属の連隊。というものであった。さらに、11世紀 - 12世紀のドルジーナは、明確に2つの層に分かれた。ロシア語では上位の層は「ドルジーナ・スタレーシャヤ」等と呼ばれ、下位の層は「ドルジーナ・モロドシャヤ」と呼ばれる。
この上位の層はボヤーレ（貴族）階級を構成した。ボヤーレは軍事・民事の高位の役職であるトィシャツキー（千人長・千戸官）、ヴォエヴォダ（軍事司令官）、ポサードニク（代官・公代理）などの役職を占めた。またボヤーレは公の評議員であり、最も影響力のあったヴェーチェの構成員にもなった。（なお、この時代のボヤーレにはドルジーナ以外の大地主・領地所有者も含まれる。一方、モスクワ大公国では人数が数名から数十名に限定されていき、貴族会議の成員をなした。ボヤーレの概念は時代によってやや異なる。）
一方、下位の層にはオトロク（下僕・下級従士・少年の従士団員）、デトスキエ（近習）、クメトィ(ru)、グリヂ（従士・親衛兵）(ru)などのいくつかの区分があった 。このうちオトロクは最も若く、低い等級で、公の屋敷に勤務した。また、ホロープ（奴隷・隷属農民）(ru)の子も加入することができた。デトスキエは自由農民階級から構成された。なお、元来の公の概念とは、放浪性のあるドルジーナの統率者という意味合いであり、公国の君主という概念とは全く別のものであった。

### 社会的身分・公との関係
ドルジーナは公が領地から得た収入によって扶養された。それ以外にも、軍事行為で得た戦利品の一部を手にすることができた。年代記には、上位の層のドルジーナは、自分に所属するドルジーナを有したという記述がみられる。また、上位の層のドルジーナが殺害されるという事件が起きると、犯人には2倍のヴィーラ（賠償金。殺人罪に対する賠償金を指す言葉。）が課された。なお後世になるにつれて、公は2倍の罰金制度を、下位の層のドルジーナにも適応させようと努めるようになった。
公が死亡した後は、仕えていたドルジーナは、基本的には死亡した公の後継者に譲渡された。しかしほとんどの場合、かつての公に仕えていたドルジーナが公国内での年功序列を主張し、すでに新たな公に仕えていたドルジーナは、これまでの信頼関係を盾に対抗した。よって、新旧のドルジーナの間は競争関係となることが多かった。
キエフ大公国の分化が始まる分領制時代までのドルジーナは、土地と結びつかず、公とのみ関係を持った。また、ドルジーナと公は、自由な契約関係を基本として結びついていた。ドルジーナ隊への加入・脱退は自由であり、意にそぐわない公を放棄して、他の公の元へ行くことができた。
しかしキエフ大公国の分化に伴い、リューリク朝は分家を生み、いくつかの地域に分かれていった。ドルジーナも各地に定住地を獲得し、財産としての土地を得るようになった。12世紀には既にドルジーナは土地を所有していた。これは、結果として、各地の民会・民兵の減少を意味した。そしてドルジーナ（並びにドルジーナから派生したボヤーレ）は、その初期には公の最も親しい戦友であったが、最終的には新しい貴族階級・ドヴォリャンストヴォ(ru)となり、公に敵対するようになった。

## ポーランドのドルジーナ

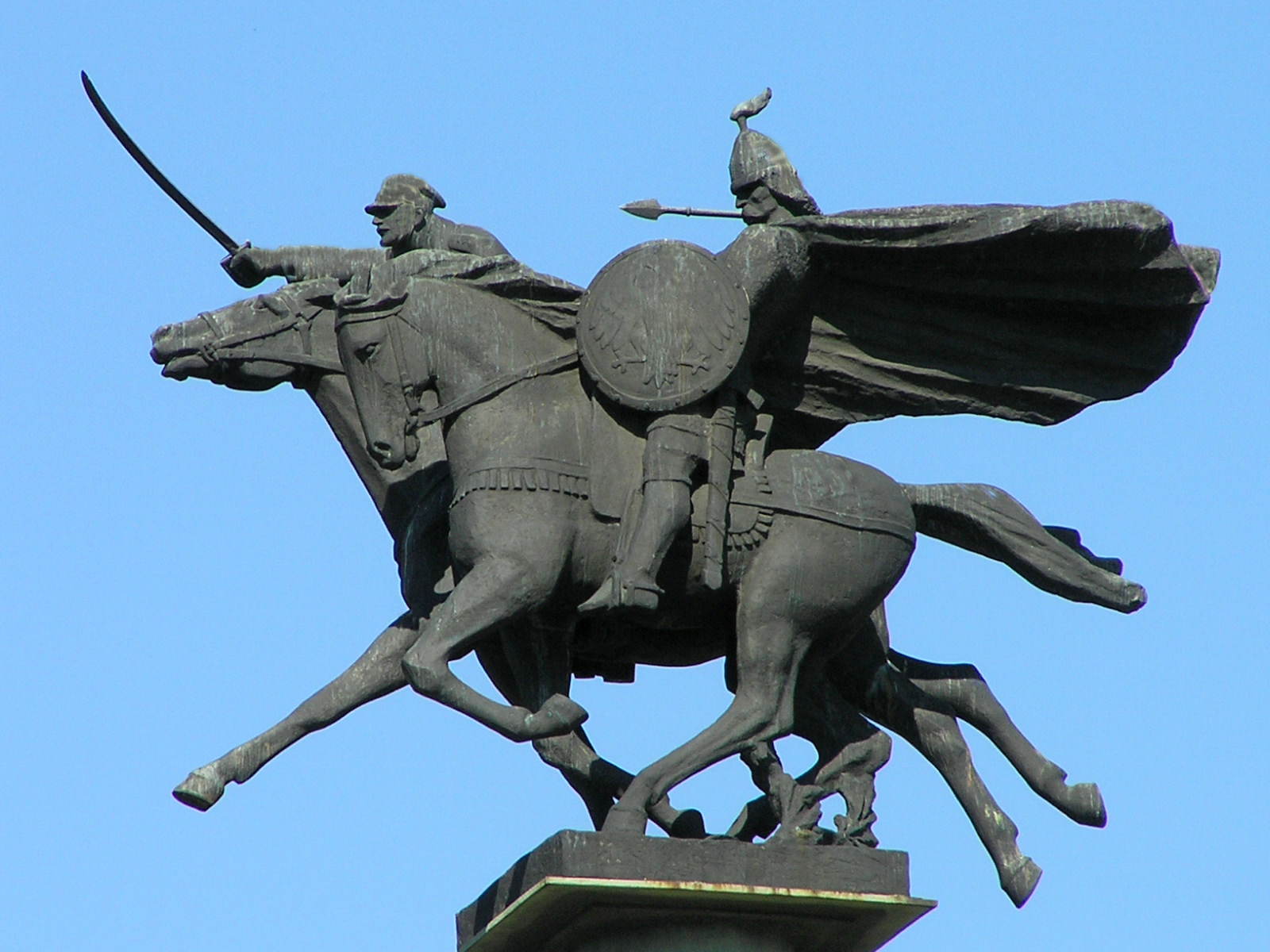
ポーランドの記念碑。ミェシュコ1世のドルジーナと、ポーランド第二共和国のウーワン。（ワルシャワ）

pl:Drużyna książęca参照